# Ottone II di Brunswick-Göttingen
Ottone II di Brunswick-Göttingen (... – Uslar, 6 febbraio 1463) è stato un nobile tedesco.

## Biografia
Era figlio di Ottone I e di sua moglie Margherita di Berg: alla morte del padre, nel 1394, ereditò il principato di Göttingen ma, essendo ancora minorenne, governò inizialmente sotto la tutela del cugino, Federico I di Brunswick-Wolfenbüttel. Fu dichiarato maggiorenne nel 1398 da re Venceslao.
Era intenzionato a sposare Elisabetta, figlia del langravio d'Assia Ermanno II, che morì prima del matrimonio; si unì quindi a sua sorella Agnese, da cui ebbe due figlie: Elisabetta, morta in tenera età, e Margherita, che sposò il duca Enrico di Schleswig.
Di salute cagionevole, si trovò a regnare su un principato indebolito e impoverito dalle guerre e dai disordini del passato. Lasciò il governo nel 1435 e nel 1437 cedette i suoi diritti a Guglielmo di Brunswick-Lüneburg.
Si ritirò a Uslar, dove morì nel 1463. Con lui si estinse la discendenza maschile di Alberto II di Brunswick-Lüneburg e il territorio del principato di di Göttingen fu unito a quello del principato di Calenberg.

## Ascendenza
|                                            |                        |                                                | Genitori                           |  |  | Nonni |  |  | Bisnonni                               |  |  | Trisnonni                             |  |
|                                            |                        |                                                |                                    |  |  |       |  |  | Alberto II, duca di Brunswick-Lüneburg |  |  | Alberto I, duca di Brunswick-Lüneburg |  |
|                                            |                        |                                                |                                    |  |  |       |  |  | Alberto II, duca di Brunswick-Lüneburg |  |  | Alberto I, duca di Brunswick-Lüneburg |  |
|                                            |                        | Alessia del Monferrato                         |                                    |  |  |       |  |  | Alberto II, duca di Brunswick-Lüneburg |  |  |                                       |  |
| Ernesto I, principe di Brunswick-Göttingen |                        |                                                |                                    |  |  |       |  |  | Alberto II, duca di Brunswick-Lüneburg |  |  |                                       |  |
|                                            |                        | Rixa di Werle-Güstrow                          | Enrico I, signore di Werle-Güstrow |  |  |       |  |  |                                        |  |  |                                       |  |
|                                            |                        | Rixa di Werle-Güstrow                          | Enrico I, signore di Werle-Güstrow |  |  |       |  |  |                                        |  |  |                                       |  |
|                                            |                        | Rixa di Werle-Güstrow                          | Rikissa Birgersdotter di Svezia    |  |  |       |  |  |                                        |  |  |                                       |  |
| Ottone I, principe di Brunswick-Göttingen  |                        | Rixa di Werle-Güstrow                          |                                    |  |  |       |  |  |                                        |  |  |                                       |  |
|                                            |                        | Enrico II, langravio d'Assia                   | Ottone I, langravio d'Assia        |  |  |       |  |  |                                        |  |  |                                       |  |
|                                            |                        | Enrico II, langravio d'Assia                   | Ottone I, langravio d'Assia        |  |  |       |  |  |                                        |  |  |                                       |  |
|                                            |                        | Enrico II, langravio d'Assia                   | Adelaide di Ravensberg             |  |  |       |  |  |                                        |  |  |                                       |  |
| Elisabetta d'Assia                         |                        | Enrico II, langravio d'Assia                   |                                    |  |  |       |  |  |                                        |  |  |                                       |  |
|                                            |                        | Elisabetta di Meißen                           | Federico I, margravio di Meißen    |  |  |       |  |  |                                        |  |  |                                       |  |
|                                            |                        | Elisabetta di Meißen                           | Federico I, margravio di Meißen    |  |  |       |  |  |                                        |  |  |                                       |  |
|                                            |                        | Elisabetta di Meißen                           | Elisabetta di Lobdeburg-Arnshaugk  |  |  |       |  |  |                                        |  |  |                                       |  |
| Ottone II                                  |                        | Elisabetta di Meißen                           |                                    |  |  |       |  |  |                                        |  |  |                                       |  |
|                                            | Gerardo, conte di Berg | Guglielmo I, duca di Jülich                    |                                    |  |  |       |  |  |                                        |  |  |                                       |  |
|                                            | Gerardo, conte di Berg | Guglielmo I, duca di Jülich                    |                                    |  |  |       |  |  |                                        |  |  |                                       |  |
|                                            | Gerardo, conte di Berg | Giovanna di Hainaut                            |                                    |  |  |       |  |  |                                        |  |  |                                       |  |
| Guglielmo II, duca di Berg                 | Gerardo, conte di Berg |                                                |                                    |  |  |       |  |  |                                        |  |  |                                       |  |
|                                            |                        | Margherita di Ravensberg                       | Ottone IV, conte di Ravensberg     |  |  |       |  |  |                                        |  |  |                                       |  |
|                                            |                        | Margherita di Ravensberg                       | Ottone IV, conte di Ravensberg     |  |  |       |  |  |                                        |  |  |                                       |  |
|                                            |                        | Margherita di Ravensberg                       | Margherita di Berg-Windeck         |  |  |       |  |  |                                        |  |  |                                       |  |
| Margherita di Berg                         |                        | Margherita di Ravensberg                       |                                    |  |  |       |  |  |                                        |  |  |                                       |  |
|                                            |                        | Roberto II, elettore e conte palatino del Reno | Adolfo del Palatinato              |  |  |       |  |  |                                        |  |  |                                       |  |
|                                            |                        | Roberto II, elettore e conte palatino del Reno | Adolfo del Palatinato              |  |  |       |  |  |                                        |  |  |                                       |  |
|                                            |                        | Roberto II, elettore e conte palatino del Reno | Ermengarda di Oettingen            |  |  |       |  |  |                                        |  |  |                                       |  |
| Anna del Palatinato                        |                        | Roberto II, elettore e conte palatino del Reno |                                    |  |  |       |  |  |                                        |  |  |                                       |  |
|                                            |                        | Beatrice di Sicilia                            | Pietro II, re di Sicilia           |  |  |       |  |  |                                        |  |  |                                       |  |
|                                            |                        | Beatrice di Sicilia                            | Pietro II, re di Sicilia           |  |  |       |  |  |                                        |  |  |                                       |  |
|                                            |                        | Beatrice di Sicilia                            | Elisabetta di Carinzia             |  |  |       |  |  |                                        |  |  |                                       |  |
|                                            |                        | Beatrice di Sicilia                            |                                    |  |  |       |  |  |                                        |  |  |                                       |  |